# Chajjim Josef Cadok
Chajjim Josef Cadok (hebr.: חיים יוסף צדוק, ang.: Haim Yosef Zadok, ur. 2 października 1913 w Rawie Ruskiej, zm. 15 sierpnia 2002) – izraelski filozof, prawnik i polityk, w latach 1965–1966 minister gospodarki, w latach 1965–1966 minister rozwoju, w latach 1974–1977 minister sprawiedliwości, w 1974 i 1977 minister spraw religijnych, w latach 1959–1978 poseł do Knesetu z list Mapai i Koalicji Pracy.
W niepodległej Polsce ukończył filozofię na Uniwersytecie Warszawskim, był członkiem Gordonii i Poalej Syjon. W 1935 wyemigrował do Palestyny, gdzie ukończył prawo na Uniwersytecie Hebrajskim w Jerozolimie.
W niepodległym Izraelu był zastępcą prokuratora generalnego – w latach 1949–1952. W wyborach parlamentarnych w 1955 nie dostał się do izraelskiego parlamentu, jednak 28 stycznia 1959, po śmierci Josefa Sprinzaka objął mandat poselski Zasiadał w Knesetach III, IV, V, VI, VII, VIII i IX kadencji. 2 stycznia 1978 zrezygnował z zasiadania w Knesecie, a mandat objął po nim Emri Ron. Powrócił do kariery prawniczej, był wykładowcą na Uniwersytecie Hebrajskim.